# Kirovskaja (metropolitana di Samara)
Kirovskaja (in russo: Кировская) è una stazione della linea 1, della metropolitana di Samara. È stata inaugurata il 26 dicembre 1987